# Il cuore rivelatore (film)
Il cuore rivelatore (The Tell-Tale Heart) è un cortometraggio del 1941 diretto da Jules Dassin.